# 伞花螺序草
伞花螺序草（学名：Spiradiclis umbelliformis），为茜草科螺序草属下的一个物种。